# Kostelec u Holešova
Kostelec u Holešova (deutsch Kosteletz bei Holleschau, früher Kosteletz) ist eine Gemeinde in Tschechien. Sie liegt sieben Kilometer nordwestlich von Holešov und gehört zum Okres Kroměříž.

## Geographie
Kostelec u Holešova befindet sich in den westlichen Ausläufern der Podbeskydská pahorkatina (Vorbeskidenhügelland) am Übergang zur Obermährischen Senke (Hornomoravský úval). Das Dorf liegt über der Quellmulde des Baches Kostelecký potok. Nördlich erheben sich der Holý kopec (360 m) und die Vranice (332 m) sowie im Nordosten der Hrad (363 m). Gegen Nordosten erstreckt sich das Waldgebiet Kostelecký les, das zum Kataster der Gemeinde gehört.
Nachbarorte sind Beňov, Karlovice und Líšná im Norden, Lipová, Kozrál und Zámeček im Nordosten, Pacetluky im Osten, Roštění im Südosten, Rymice und Pravčice im Süden, Němčice im Südwesten, Žalkovice im Westen sowie Stará Ves, Přestavlky und Dobrčice im Nordwesten.

## Geschichte
Archäologische Funde belegen eine frühzeitliche Besiedlung des Gemeindegebietes. Im Kosteletzer Wald wurden Grabhügel mit Lausitzer Keramik, Urnengräber mit Amphoren sowie bronzene Fibeln und Armreifen aufgefunden.

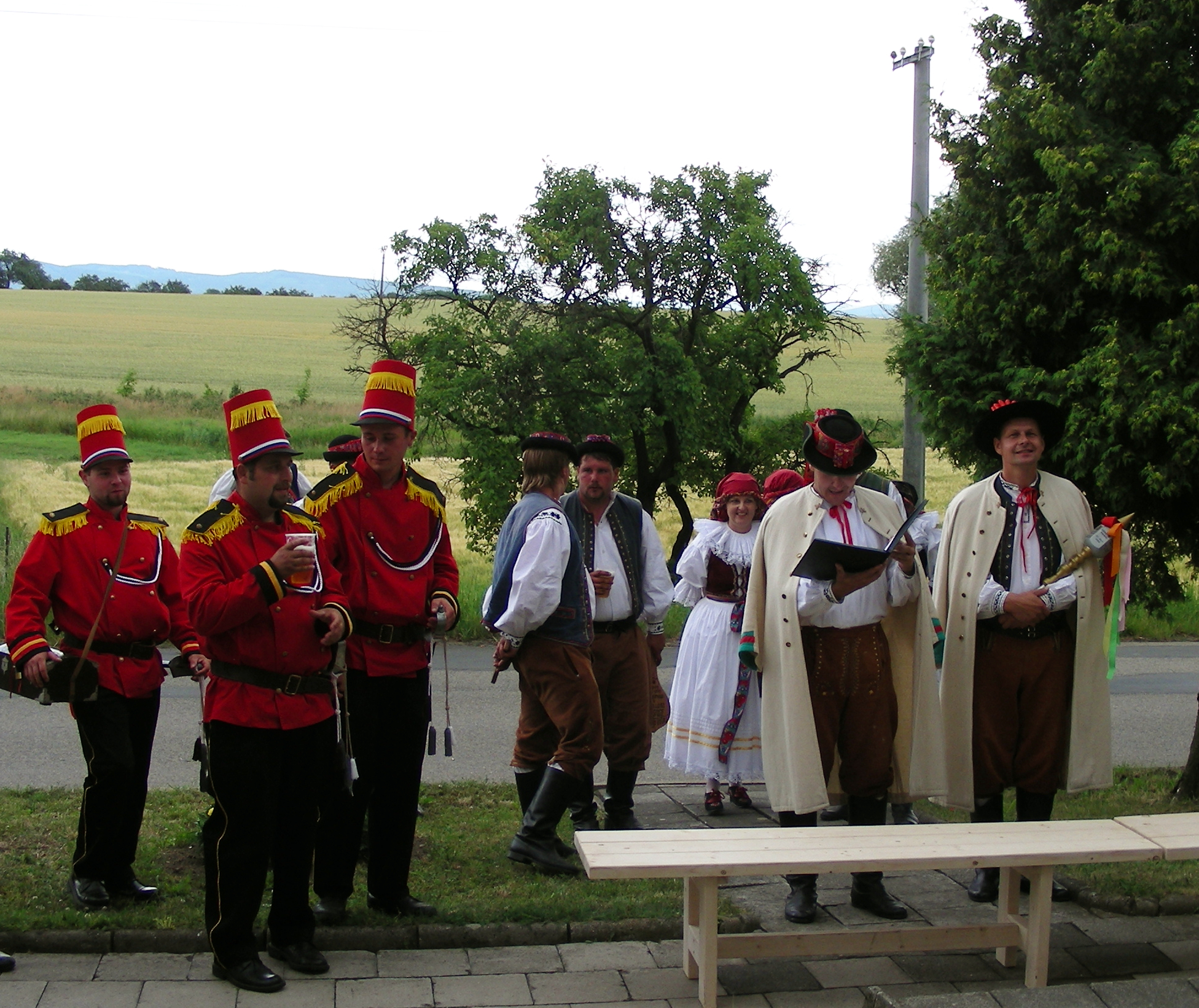
Richter mit Gefolge beim Folklorefest Starý hanácký právo (2008)

Die erste urkundliche Erwähnung von Kostelci erfolgte 1131 in einem Güterverzeichnis des Olmützer Bischofs Heinrich Zdik. Auf dem Hrad bzw. Hradisko befand sich im 13. Jahrhundert eine Feste. Im Jahre 1368 wurde der Ort als Costelecz und 1537 als Kostelecz bezeichnet. Im Laufe der Zeit wechselten sich zahlreiche Adelsgeschlechter, darunter die Prusinovský von Víckov und die Herren von Lobkowicz als Besitzer ab.
Im Jahre 1650 erwarb Johann von Rottal den Besitz, er vereinigte die Herrschaften Bistritz und Holleschau zu einer großen Herrschaft. Die Bewohner des Ortes verdienten sich ihren Lebensunterhalt größtenteils durch Handweberei. 1717 bildete sich in Prusinovice eine Weberinnung, der auch die Weber aus Bořenovice, Roštění, Kostelec, Líšná und Pacetluky angeschlossen waren. Nach dem Erlöschen des Geschlechts von Rottal fiel das Erbe 1762 Franz Anton von Rottals Schwiegersohn Franz Maximilian Nádasdy zu, der die Herrschaft an die Grafen Erdődy veräußerte. Bis zur Mitte des 19. Jahrhunderts blieb der Ort immer nach Holešov untertänig.
Nach der Aufhebung der Patrimonialherrschaften bildete Kostelec / Kosteletz ab 1850 eine Gemeinde in der Bezirkshauptmannschaft Holleschau. 1858 verkauften die Grafen Erdődy ihre Güter in Holešov mit allem Zubehör an die Grafen von Würben. Das auf Grund veralteter Technik mit der aufblühenden Textilindustrie nicht konkurrenzfähige Weberhandwerk erlebte in dieser Zeit seinen Niedergang. Seit 1885 führte die Gemeinde zur Unterscheidung von zahlreichen gleichnamigen Orten den amtlichen Zusatz u Holešova / bei Holleschau im Ortsnamen. 1961 wurde die Gemeinde dem Okres Kroměříž zugeschlagen und zugleich Karlovice eingemeindet. Ethnographisch gehört das Dorf zur Hanna.

## Wappen
Kostelec u Holešova führt seit 1997 ein Wappen und Banner. Das Wappen zeigt auf rotem Schild ein gekreuztes Schwert und Schlüssel als Symbol für die Ortsheiligen Petrus und Paulus. Die Burgmauer mit Zinnen im unteren Teil steht für die erloschene Feste Hradisko. Die rote Farbe des Schildes soll zum einen auf den Märtyrertod der hll. Petrus und Paulus verweisen, zum anderen findet sie sich in den Wappen mehrerer Geschlechter wieder, die Besitzer des Ortes waren.

## Ortsgliederung
Die Gemeinde Kostelec u Holešova besteht aus den Ortsteilen Karlovice (Karlowitz) und Kostelec u Holešova (Kosteletz) sowie den Einschichten Kocanda und Zámeček (Zametschek).

## Sehenswürdigkeiten
- Kirche St. Peter und Paul

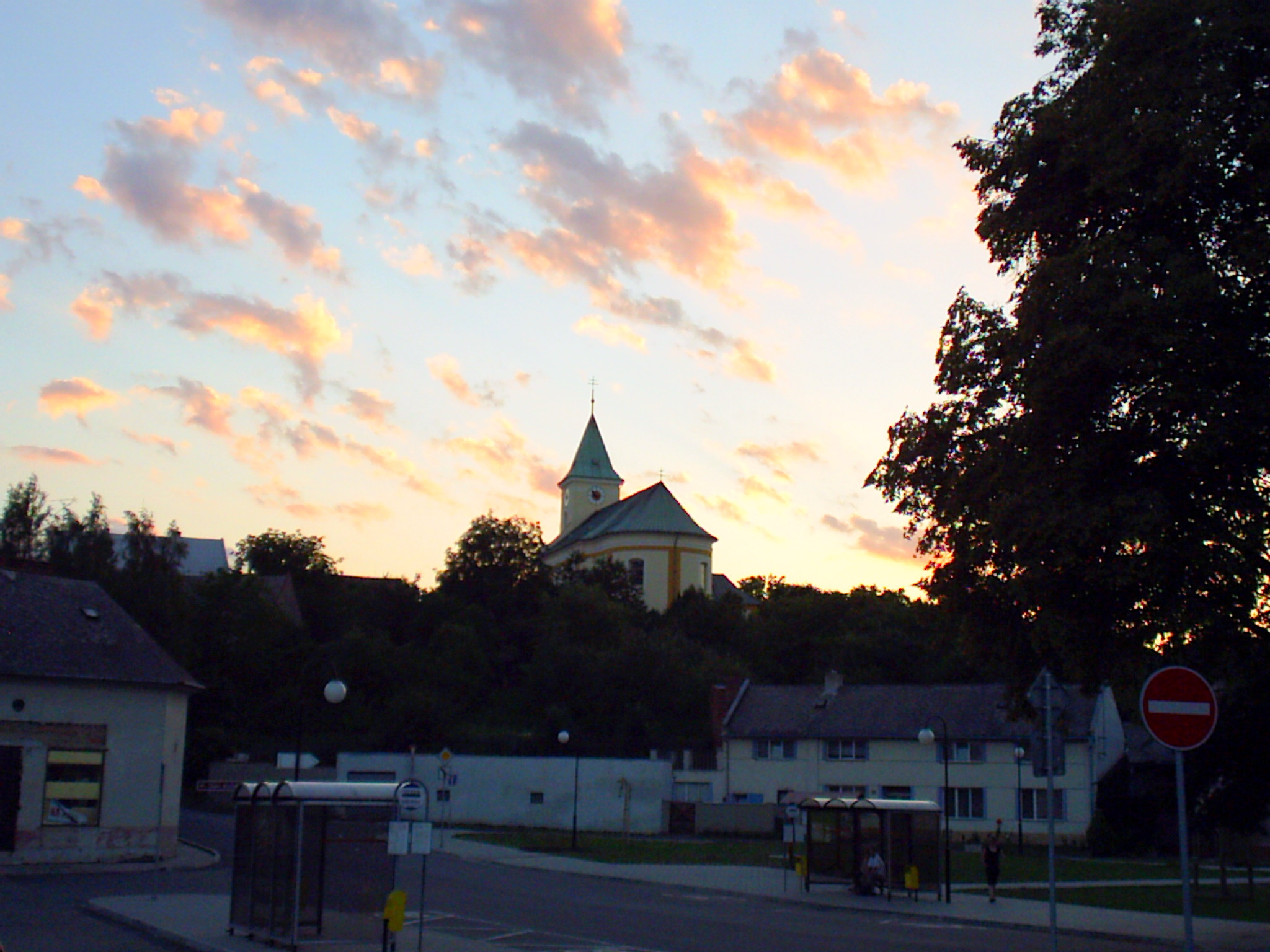
Kirche St. Peter und Paul

- Marienkapelle im Wäldchen Březí, nördlich des Dorfes
- Kapelle an der Straße nach Rymice
- Glockenturm in Karlovice

## Söhne und Töchter der Gemeinde
- Otakar Odložilík (1899–1973), Historiker